# Aegialia crescenta
Aegialia crescenta е вид насекомо от семейство Aegialiidae. Видът е световно застрашен, със статут Уязвим.

## Разпространение
Разпространен е в САЩ.